# Wojna polsko-niemiecka (1015–1018)
Wojna polsko-niemiecka w latach 1015–1018 – konflikt zbrojny toczony w latach 1015–1018 pomiędzy Polską piastowską a Cesarstwem.

## Historia
Konflikt ten był kontynuacją wygranej przez Polskę wojny polsko-niemieckiej 1007–1013, po której Bolesław otrzymał w lenno ziemię milecką (z Budziszynem) i Łużyce, ale wkrótce odmówił wypełnienia swoich zobowiązań lennych. Wojska niemieckie były wspomagane przez sojuszników czeskich i lutyckich. Bolesław skoncentrował swoje wojska na Łużycach. Niemcy ponieśli ciężkie straty po bitwie o przeprawę przez Odrę i na bagnach przy Bobrze. Kontrofensywa polska doszła pod Miśnię, ale miasto nie zostało zdobyte. W tym samym czasie (sierpień 1015) wierne Bolesławowi Chrobremu oddziały morawskie wykonały dywersyjny atak na marchię południowo-wschodnią (dzisiejsza Austria), który co prawda zakończył się klęską (Morawianie w nieznanym miejscu zostali rozbici przez Bawarów wschodnich), jednakże uniemożliwił połączenie się księcia czeskiego Oldrzycha z wojskami margrabiego marchii południowo-wschodniej Henryka Mocnego i ich wspólną akcję zbrojną na rzecz cesarza Henryka, walczącego wówczas na Śląsku. Kolejna ofensywa niemiecka z 1017, ponownie wspomożona przez lenników, nie była w stanie zdobyć Głogowa i Niemczy na Śląsku, i ponownie poniosła ciężkie straty podczas odwrotu przez Miśnię do Merseburga. I tym razem Chrobry skorzystał z pomocy zbrojnej Morawian, nakazując im w czerwcu 1017, a więc jeszcze przed rozpoczęciem właściwej kampanii, dokonanie śmiałego wypadu na teren marchii południowo-wschodniej. Miesiąc później oddziały morawskie pod dowództwem Mieszka II dokonały dywersyjnego najazdu na Czechy. Morawianie zdobyli bliżej nieokreślony gród, lecz podczas odwrotu z wielkimi łupami zostali zaatakowani i pobici w polu przez siły Henryka Mocnego. Tak jak w roku 1015 śmiały i niespodziewany atak przyniósł oczekiwany skutek: Bawarzy wschodni nie ruszyli wraz z armią cesarza Henryka na Polskę, lecz zdecydowali się strzec swoich granic na południu Czech. Wojna zakończyła się pokojem w Budziszynie, który oddawał Polsce ziemie łużycką i milecką na własność (a nie jako lenno).
Ważniejsze bitwy:
- bitwa pod Ciani
- bitwa pod Krosnem Odrzańskim
- bitwa na ziemi Dziadoszan
- bitwa pod Budziszynem
- oblężenie Miśni
- obrona Niemczy